# 16319 Xiamenerzhong
16319 Xiamenerzhong este o planetă minoră (asteroid), cu un diametru de 2,35 km, din centura de asteroizi. A fost descoperită pe 26 martie 1971 la Observatorul Palomar de Cornelis Johannes van Houten. 
Obiectul prezintă o orbită caracterizată de o semiaxă mare de 2,3421415 UAi, o excentricitate de 0,12, o înclinație de 2,4463 ° în raport cu ecliptica.